# Corbettia bauhiniae
Corbettia bauhiniae là một loài côn trùng cánh nửa trong họ Aleyrodidae, phân họ Aleyrodinae.
Corbettia bauhiniae được Cohic miêu tả khoa học đầu tiên năm 1968.